# Gorn (Star Trek)
Gorn este o rasă extraterestră fictivă de reptilieni din serialul Star Trek.

## Istorie fictivă
Gorn a făcut primul contact cu Sindicatul Orion în preajma anului 2154. Numele guvernării sale a fost determinat ca fiind Hegemonia Gorn în episodul Star Trek: Enterprise "Bound" deși, în jocurile video "Star Trek: Starfleet Command" și "Star Trek: Starfleet Command II: Empires at War" guvernarea Gorn este numită "Confederația Gorn".
Gorn a făcut primul contact cu Federația Unită a Planetelor pe Cestus III în 2267 când o mică neînțelegere era să ducă la un război în episodul seriei originale "Arena", personajul Gorn fiind interpretat de Bobby Clark. 